# Tempête tropicale Bill (2003)
Pour les articles homonymes, voir Cyclone tropical Bill.
La tempête tropicale Bill est le troisième système tropical de la saison 2003. C'est la 2e utilisation du nom Bill pour un cyclone tropical, après l'ouragan Bill en 1997.

## Historique
La tempête tropicale Bill s'est développée à partir d'une onde tropicale le 29 juin, au nord de la péninsule du Yucatán. Elle s'organisa lentement en se dirigeant vers le nord et atteignit des vents de 95 km/h puis toucha terre à 43 km à l'ouest de Chauvin, Louisiane. Bill se désagrégea rapidement ensuite en accélérant vers le nord-est dans le flux d'altitude. L'humidité de la tempête et l'air froid derrière le front froid qui la captura produisirent 34 tornades. Bill devint une dépression des latitudes moyennes le 21 juillet.

## Bilan
Lors de son arrivée en Louisiane, Bill produisit une onde de tempête de force moyenne qui causa des inondations côtières. Dans une ville du nord-est de l'état, les digues furent brisées affectant plusieurs maisons. Le vent renversa plusieurs arbres rendus fragiles par le sol saturé de pluie ce qui causa des pannes électriques et des bris aux édifices,. Deux personnes se noyèrent dans les vagues en Floride. À l'intérieur des terres, des tornades produisirent des dommages modérés. En tout, Bill causa environ 50 millions $US (2003) en dommages et quatre pertes de vie.